# Карри (город, Миннесота)
Карри (англ. Currie) — город в округе Марри, штат Миннесота, США. На площади 1,5 км² (1,5 км² — суша, водоёмов нет), согласно переписи 2002 года, проживают 225 человек. Плотность населения составляет 151,8 чел./км².
- Телефонный код города — 507
- Почтовый индекс — 56123
- FIPS-код города — 27-14320[1]
- GNIS-идентификатор — 0642557[2]